# Al-Hoceima
Al-Hoceima este un oraș în nord-estul Marocului, în munții Rif.